# Rachel McAdams
Rachel Anne McAdams, kanadska gledališka, filmska in televizijska igralka, * 17. november 1978, London, Ontario, Kanada.
Potem, ko je diplomirala iz drame na yorški univerzi v Torontu je Rachel McAdams leta 2001 postopoma pričela delovati kot igralka, in leta 2004 je pritegnila pozornost javnosti s svojima vlogama v najstniški komediji Zlobna dekleta in romantični komediji Beležnica. Leta 2005 je zaigrala v romantični komediji Lovci na družice, trilerju Nočni let in družinski drami Nova v družini, mediji pa so jo pričeli obravnavati kot »naslednjo Julio Roberts.« Kakorkoli že, v letih 2006 in 2007 se je umaknila izpod drobnogleda javnosti. Takrat je zavrnila vloge v mnogih kasneje izredno uspešnih filmih, med drugim tudi Hudičevka v Pradi in Casino Royale.
Leta 2008 je Rachel McAdams ponovno pričela graditi svojo kariero, na začetku z neuspešnimi neodvisnimi filmi, kot sta Married Life in The Lucky Ones, leta 2009 pa se je ponovno pričela pojavljati v medijih, predvsem zaradi vlog v trilerju Državniške igre, znanstveno-fantastični drami Žena popotnika v času in akcijski pustolovščini Sherlock Holmes. Nato je leta 2010 zaigrala v filmu Jutranje veselje. Leta 2011 je Rachel McAdams zaigrala v filmu Woodyja Allena, Polnoč v Parizu. Pojavila se bo tudi v nadaljevanju filma Sherlock Holmes, Sherlock Holmes: A Game of Shadows, ki bo izšel pozno leta 2011, leta 2012 pa bo izdala dva filma: romantično dramo The Vow, v kateri bo zaigrala ob Channingu Tatumu in še nenaslovljen film Terrencea Malicka z Benom Affleckom.

## Zgodnje življenje
»V srednji šoli sploh nisem bila popularna. Vem, da to rečejo vse igralke, ampak čisto iskreno, bila sem prava piflarka.«

Rachel McAdams o svojem življenju na srednji šoli
Rachel Anne McAdams se je rodila v Londonu, Ontario, Kanada, vzgojena pa je bila v St. Thomasu. Njena mama, Sandra (rojena Gale), je medicinska sestra, njen oče, Lance, pa je upokojen voznik tovornjaka in prodajalec pohištva. Ima mlajšega brata Daniela in mlajšo sestro Kayleen, ki je priznana kozmetičarka mnogih zvezdnikov. Šolala se je na javni šoli Myrtle, kasneje pa na kolidžu Elgin. V učenju ni uživala, a igrala je precej pomembno vlogo v družabnem življenju na kolidžu. Poleg tega, da se je ukvarjala z najrazličnejšimi športi, je bila tudi članica svetovalnega centra za študente, programa za preprečevanje kriminala in društva za pomoč vrstnikom. Med poletnimi počitnicami je tri leta delala v McDonaldsu.
Pri štirih letih se je Rachel McAdams pričela ukvarjati z umetnostnim drsanjem, a pri devetih je s tem nehala, saj se ni želela preseliti v Toronto, kjer bi morala nadaljevati s svojim učenjem. Nato je drsanje postalo le še »hobij.« Do osemnajstega leta se je redno udeleževala raznih športnih tekmovanj in za svoje dosežke prejela mnogo nagrad. Kasneje je šport opustila, saj se je morala osredotočiti na študij.
Od dvanajstega leta dalje je Rachel McAdams igrala v londonskem otroškem gledališču, nazadnje pa je za svoje delo prejela celo nagrado filmskega festivala drame Sears v Ontariu. Nameravala je študirati kulturologijo, a jo je nato njen učitelj igranja prepričal, da je odšla študirati dramo, saj naj bi bila igralska kariera zanjo realna prihodnost. Vpisala se je na yorško univerzo v Torontu in tam leta 2001 tudi diplomirala. Takrat je v prostem času med drugim igrala v torontskem gledališču Necessary Angels.

## Kariera

### 2001–2003: Začetek
Rachel McAdams je svoj prvi film, My Name is Tanino, posnela leta 2001. Leta 2002 je zaigrala vlogo najstnice Wendy Crewson v kanadskem filmu Popolna pita, za katerega si je prislužila nominacijo za nagrado Genie Award. Svoj prvi hollywoodski film, film Vroča bejba, je posnela leta 2002, v njem pa je zaigrala zajedljivo srednješolko, ki z manjšim kriminalcem zamenja telo. Kasneje je dejala, da je bil ta film »izredno pomemben« za njeno kariero. Nato se je vrnila v Kanado, kjer je pričela igrati v dramedijski televizijski seriji Slings and Arrows.

### 2004–2005: Preboj
Leta 2004 je Rachel McAdams zaigrala v najstniški komediji Zlobna dekleta, ki jo je napisala Tina Fey. Petindvajsetletnico so izbrali za igranje najstnice Regine George, malikovanega priljubljenega dekleta. Film Zlobna dekleta je bil finančno izredno uspešen v Združenih državah Amerike. Za njen nastop v filmu so Rachel McAdams kritiki v glavnem hvalili; novinar revije USA Today je, na primer, napisal, da je prava »komična osvežitev.«
Kasneje leta 2004 je Rachel McAdams izdala film Beležnica, filmsko upodobitev istoimenskega romana Nicholasa Sparksa. Skupaj z Ryanom Goslingom sta zaigrala par v štiridesetih letih prejšnjega stoletja, ki se zaradi spleta naključij loči. Kljub »osladni« zgodbi sta Rachel McAdams in Ryan Gosling filmske kritike s svojima nastopoma očarala; novinar revije The New York Times je, na primer, napisal: »Njuna nastopa sta bila tako spontana in energična, da si se hitro poistovetil z nepremišljenima ljubimcema, ki utelešata vso nedolžnost, ki je izginila iz življenja ameriških najstnikov. In vaši dobri presoji navkljub vam priporočam, da ju pri tem vzpodbujate.« Rachel McAdams je bila tistega leta nominirana za skoraj ducat nagrad, večinoma MTV-jeve nagrade in nagrade Teen Choice Awards.
Leta 2005 je zaigrala v treh filmih. V izredno uspešnem komičnem filmu z naslovom Lovca na družice je upodobila Claire Cleary, hčerko vplivnega politika, v katero se zaljubi lik Owena Wilsona. Vodja kritikov revije The New York Times, Manohla Dargis, je menil, da je »večina njenih likov neizpopolnjenih,« a da »z vsakim novim filmom postaja bolj in bolj omamna.«
Nato je Rachel McAdams poleg Cilliana Murphyja zaigrala v trilerju Wesa Cravena, Nočni let, ki govori o mladi ženski, ki jo med nočnim letom ugrabijo in vzamejo za talko. Novinarja revije Variety je njen nastop »izredno navdušil,« filmski kritik Roger Ebert pa je menil, da »tej vlogi doprinese več verjetnosti in kredibilnosti, kot sem pričakoval; zaigra, ne da bi zares izdala svojo negotovost v tem žanru. Njen nastop je še boljši kot igranje romantičnih vlog.«
Njen zadnji film, ki ga je izdala leta 2005, je bila družinska komedija Nova v družini, v katerem je zaigrala ob Diane Keaton, Sarah Jessici Parker, Lukeu Wilsonu in Claire Danes. Novinar revije The New York Times je menil, da »gdč. McAdams na ekranu pritegne tvojo pozornost in zaradi lastne simpatičnosti ti postane všeč, ne glede na značaj lika, ki ga igra.«

### 2006–2007: Umik iz javnosti
Na tej točki njene kariere so Rachel McAdams obravnavali kot novo »posebno dekle iz Hollywooda« in »naslednjo Julio Roberts.« Decembra 2005 so jo povabili na snemanje prihajajoče naslovnice za revijo Vanity Fair s Scarlett Johannson in Keiro Knightley. Ob prihodu na snemanje je ugotovila, da gre za gole fotografije, in nemudoma odšla. Nato je odpustila svojega publicista, ker je ni še pravi čas obvestil o poteku snemanja.
Rachel McAdams se je nato umaknila izpod drobnogleda javnosti in si med letoma 2006 in 2007 vzela čas za to, da se je osredotočila na svoje zasebno življenje in svojo družino. V tem času je zavrnila vloge v filmih, kot so Hudčevka v Pradi, Casino Royale, Misija nemogoče III, The Last Kiss in Ujemite Smarta, namesto nje pa so nazadnje izbrali igralke, kot so Anne Hathaway, Eva Green, Jacinda Barrett in Michelle Monaghan. Leta 2006 je bila nominirana za nagrado BAFTA Award v kategoriji za »vzhajajočo zvezdo« in vodila podelitev nagrad akademije za tehnične dosežke.
Sama je kasneje o svojih razlogih za umik iz javnosti povedala:
Želim si sodelovati z odličnimi režiserji in se ne obremenjevati preveč. Želim si, da bi lahko samo prebrala nekaj osnovnih delov zgodbe in takoj prepoznala, del česa želim biti. In del nečesa bom zaradi pravih razlogov, saj si želim obdržati vsaj delček razuma.

### 2008–2009: Ponoven vzpon
Leta 2008 je Rachel McAdams ponovno pričela delovati kot igralka, in sicer s snemanjem dveh ne prav uspešnih neodvisnih filmov. Film Married Life, v katerem so poleg nje zaigrali še Pierce Brosnan, Chris Cooper in Patricia Clarkson, je bil finančno izredno neuspešen, a kritiki so bili navdušeni nad njeno vrnitvijo. Novinar revije Entertainment Weekly je napisal, da je bil njen nastop »čudovit balzam za dušo po dveletnem premoru.«
Njen drugi film, ki ga je izdala leta 2008, je bil film, ki ga je režiral in napisal Neil Burger, naslovljen The Lucky Ones, zgodba o treh vojakih (upodobili so jih Michael Peña, Tim Robbins in Mark L. Young), ki se bojujejo v Iraku, nato pa se vrnejo v Združene države Amerike. Tudi ta film je bil finančno neuspešen, a slednjemu tudi kritiki niso dodeljevali pozitivnih ocen. Kakorkoli že, njen nastop je bil deležen hvale. Novinar revije The New York Times jo je označil za »kot vedno polno pozitivnih presenečenj,« Roger Ebert pa je menil, da je njen nastop »ravno prav zrel za igralko njene starosti.«
Leta 2009 je Rachel McAdams zaigrala v treh filmih. Prvi je bil politični triler Kevina Macdonalda, film Državniške igre, v katerem je zaigrala skupaj z Benom Affleckom, Helen Mirren, Jasonom Batemanom, Robin Wright Penn in Russellom Croweom. Za njen nastop v filmu so Rachel McAdams ponovno v glavnem hvalili; novinar revije Entertainment Weekly je, na primer, menil, da so jo »izbrali za igranje zanjo popolnega lika.« Tudi film sam velja za enega izmed s strani kritikov najbolje sprejetih filmov v karieri Rachel McAdams; Roger Ebert ga je, na primer, opisal kot »pameten in prebrisan triler.« Film Državniške igre je bil tudi finančno izredno uspešen; do aprila 2011 naj bi po svetu zaslužil več kot 91.445.389 $.
Njen drugi film, izdan leta 2009, je bil film Žena popotnika v času, filmska upodobitev istoimenskega romana Audrey Niffenegger. Film je bil finančno izredno uspešen, a kritiki mu niso namenili veliko pozornosti. Peter Travers iz revije Rolling Stone je dejal: »Energično Rachel McAdams in Erica Bano sem videl že v marsikaterem filmu, a film Žena popotnika v času je presegel vse.«
Film Sherlock Holmes, ki ga je režiral Guy Ritchie, je bil njen zadnji film, izdan leta 2009 in do danes ostaja njen finančno najuspešnejši film, saj je bil osmi najbolje prodajani film leta 2009. V filmu je zaigrala Irene Adler, simpatijo Sherlocka Holmesa, ki ga je upodobil Robert Downey, Jr.. Čeprav so kritiki film v glavnem hvalili, pa njen nastop ni bil deležen pozitivnih ocen. Novinar revije Variety je, na primer, menil, da se njen lik ni »dobro ujemal z zgodbo, zaradi česar po navadi osupljiva gdč. McAdams ni morala ustvariti veliko.«

### 2010 - danes: Zdajšnja kariera
Film iz leta 2010, Jutranje veselje, je bila komedija o televizijski producentki, ki poskuša izboljšati jutranji program nekega kanala. Ta film naj bi bil prelomnica v njeni karieri, a komercialno ni bil preveč uspešen. Njen nastop v filmu so kritiki izredno pohvalili. Kenneth Turan iz revije The Los Angeles Times je, na primer, dejal, da je »samo njen veličastni nastop poplačal ogled filma,« Roger Ebert pa je menil, da je zaigrala »tako simpatično glavno vlogo, kakršne nismo videli že vse od Amy Adams v filmu Junebug« v skrbno načrtovanem »rutinskem filmu.«
Prvi film, ki ga je Rachel McAdams izdala leta 2011, je bil film Woodyja Allena, Polnoč v Parizu, ki se je premierno predvajal na filmskem festivalu v Cannesu leta 2011. V njem je ponovno zaigrala ob svojem soigralcu iz filma Lovca na družice, Owenu Wilsonu. Woody Allen je vlogo Inez napisal prav zanjo, in sicer zato, ker jo je priporočila njena soigralka iz filma Nova v družini, Diane Keaton. Film je postal najbolje prodajani film Woodyja Allena v Severni Ameriki. Nastop Rachel McAdams je bil deležen mešanih ocen s strani filmskih kritikov. Novinar revije The Guardian je, na primer, napisal, da ima »sladkost, ki te zasvoji in ki je bila opazna v filmu Lovci na družice, a v tej ameriški komediji upodobi neprepričljiv lik ženske, ki želi osvojiti svojega moškega,« novinar revije The Los Angeles Times pa je napisal, da je »spreten lik tokrat do nje manj prijazen kot po navadi.«
Njen drugi film, izdan leta 2011, je bilo nadaljevanje filma Sherlock Holmes, film Sherlock Holmes: A Game of Shadows, ki bo izšel 16. decembra 2011.
Leta 2012 bo Rachel McAdams izdala dva filma. Prvi, The Vow, bo romantična drama s Channingom Tatumom, izdali pa ga bodo na valentinovo leta 2012. Drugi, ki je na začetku nosil naslov The Burial, pa bo film, ki ga bo režiral Terrence Malick in za katerega se govori, da se bo premierno predvajal na filmskem festivalu v Cannesu. V romantični drami naj bi zaigrala ljubimko Bena Afflecka, hkrati pa naj bi poleg njiju zaigrala še Javier Bardem in Rachel Weisz.

## Zasebno življenje
Rachel McAdams je imela skoraj štiriletno razmerje s kanadskim igralcem Ryanom Goslingom, ki se je pričelo leta 2005 in končalo leta 2008. Spoznala sta se leta 2003 na snemanju filma Beležnica, a na začetku sta imela bolj bojevito delovno razmerje. Po njunem razhodu jo je Ryan Gosling opisal kot »eno izmed največjih ljubezni v [njegovem] življenju.«
Trenutno je v razmerju z valižanskim igralcem Michaelom Sheenom, ki ga je julija 2010 spoznala na snemanju filma Polnoč v Parizu.
Trenutno Rachel McAdams živi v Torontu, Ontario, Kanada, skupaj s svojim mlajšim bratom Danielom. Kakorkoli že, zaradi dela je upravičena tudi do bivanja v Združenih državah Amerike.
Skupaj z dvema prijateljema vodi spletno stran, ki podpira okolju prijazen življenjski slog, naslovljeno GreenIsSexy.org. Tudi sama je vegetarijanka.

## Filmografija
| Leto      | Naslov                                 | Vloga                           | Opombe                                      |
| --------- | -------------------------------------- | ------------------------------- | ------------------------------------------- |
| 2001      | My Name is Tanino                      | Sally Garfield                  |                                             |
| 2001      | Shotgun Love Dolls                     | Beth Swanson                    | TV serija (ena epizoda, »Pilot«)            |
| 2001      | The Famous Jett Jackson                | Hannah Grant                    | TV serija (ena epizoda, »Food for Thought«) |
| 2002      | Popolna pita                           | Patsy Grady (15 let)            |                                             |
| 2002      | Vroča bejba                            | Jessica Spencer / Clive Maxtone |                                             |
| 2002      | Guilt by Association                   | Danielle Mason                  | TV film                                     |
| 2002      | Earth: Final Conflict                  | Christine Bickwell              | TV serija (ena epizoda, »Atavus High«)      |
| 2003–2005 | Slings and Arrows                      | Kate McNeil                     | TV serija (sedem epizod)                    |
| 2004      | Zlobna dekleta                         | Regina George                   |                                             |
| 2004      | Beležnica                              | Allison »Allie« Hamilton        |                                             |
| 2005      | Lovci na družice                       | Claire Cleary                   |                                             |
| 2005      | Nočni let                              | Lisa Reisert                    |                                             |
| 2005      | Nova v družini                         | Amy Stone                       |                                             |
| 2007      | Married Life                           | Kay Nesbitt                     |                                             |
| 2008      | The Lucky Ones                         | Colee Dunn                      |                                             |
| 2009      | Državniške igre                        | Della Frye                      |                                             |
| 2009      | Žena popotnika v času                  | Clare Abshire                   |                                             |
| 2009      | Sherlock Holmes                        | Irene Adler                     |                                             |
| 2010      | Jutranje veselje                       | Becky Fuller                    |                                             |
| 2011      | Polnoč v Parizu                        | Inez                            |                                             |
| 2011      | Sherlock Holmes: A Game of Shadows     | Irene Adler                     | Cameo                                       |
| 2012      | The Vow                                | Paige                           | Post-produkcija                             |
| 2012      | Nenaslovljen projekt Terrencea Malicka |                                 | Post-produkcija                             |

## Nagrade in nominacije
| Leto | Nagrada           | Kategorija                                                                             | Delo                               | Osvojila? |
| ---- | ----------------- | -------------------------------------------------------------------------------------- | ---------------------------------- | --------- |
| 2002 | Genie Award       | Najboljši nastop igralke v stranski vlogi                                              | Popolna pita                       | Ne        |
| 2005 | MTV Movie Award   | Najboljši prebojni ženski nastop                                                       | Zlobna dekleta                     | Da        |
| 2005 | MTV Movie Awards  | Najboljši ženski nastop                                                                | Beležnica                          | Ne        |
| 2005 | MTV Movie Awards  | Najboljši poljub (skupaj z Ryanom Goslingom)                                           | Beležnica                          | Da        |
| 2005 | MTV Movie Award   | Najboljša skupina na ekranu (skupaj z Lindsay Lohan, Lacey Chabert in Amando Seyfried) | Zlobna dekleta                     | Da        |
| 2005 | MTV Movie Award   | Najboljši zlobni lik                                                                   | Zlobna dekleta                     | Ne        |
| 2005 | ShoWest Award     | Stranska igralka leta                                                                  | Zlobna dekleta in Beležnica        | Da        |
| 2005 | Teen Choice Award | Izbira filmske igralke - Drama                                                         | Beležnica                          | Da        |
| 2005 | Teen Choice Award | Izbira filmske kemije (skupaj z Ryanom Goslingom)                                      | Beležnica                          | Da        |
| 2005 | Teen Choice Award | Izbira filmske šminke (skupaj z Ryanom Goslingom)                                      | Beležnica                          | Da        |
| 2005 | Teen Choice Award | Izbira filmskega ljubezenskega prizora (skupaj z Ryanom Goslingom)                     | Beležnica                          | Da        |
| 2006 | BAFTA Award       | Nagrada vzhajajoče zvezde                                                              | /                                  | Ne        |
| 2006 | MTV Movie Award   | Najboljši nastop                                                                       | Nočni let                          | Ne        |
| 2006 | Satellite Award   | Najboljša stranska igralka Komedija ali muzikal                                        | Nova v družini                     | Ne        |
| 2006 | Saturn Award      | Najboljša igralka                                                                      | Nočni let                          | Ne        |
| 2006 | Teen Choice Award | Izbira filmske igralke - Komedija                                                      | Lovci na družice in Nova v družini | Da        |
| 2009 | Saturn Award      | Najboljša stranska igralka                                                             | Sherlock Holmes                    | Ne        |
| 2009 | ShoWest Award     | Ženska zvezdnica leta                                                                  | /                                  | Da        |
| 2010 | Teen Choice Award | Izbira filmske igralke - Akcijska avantura                                             | Sherlock Holmes                    | Da        |